# Studiengang Kulturwirt
Der Studiengang Kulturwirt ist momentan in Deutschland mit dem Abschluss Bachelor of Arts und Master of Arts studierbar. Es werden neben den speziellen geisteswissenschaftlichen auch wirtschafts- und kulturwissenschaftliche Grundlagen vermittelt. Auf Schlüsselqualifikationen wird besonderer Wert gelegt. Im Rahmen des Kulturwirt-Studiums wird außerdem ein systematisches und kritisches Verständnis der wichtigsten außerdeutschen EU-Kulturräume vermittelt. Dies variiert je nach Universität und geht zum Teil auch über diese hinaus. So kann an der Universität Passau beispielsweise auch der Südostasiatische Kulturraum gewählt werden. Auch können z. B. an der Universität Mannheim Philosophie oder Medien- und Kommunikationswissenschaften anstelle eines bestimmten Kulturraums als Vertiefungsrichtung gewählt werden. Ziel des Studiums ist die Vorbereitung auf vielfältige Berufsfelder insbesondere in folgenden Bereichen:
- National und/oder international agierende Wirtschaftsunternehmen
- Medien-Branche
- Kulturelle Einrichtungen
- Öffentlicher Dienst
- Gesellschaftliche Organisationen, Parteien und Verbänden

## Kerngebiete des Studiums
Es bilden sich hauptsächlich drei Kerngebiete der Lehre heraus:
- Interdisziplinarität: Studierende entwickeln im Laufe des Studiums die Fähigkeit, bestimmte Problemstellungen unter differenzierten Gesichtspunkten zu erkennen und zu lösen. Dies wird besonders gefördert durch die unterschiedlichen Denk- und Arbeitsweisen der Geistes- und Wirtschaftswissenschaften. Diese eignen sich die Studierenden als Doppelqualifikation an. Außerdem werden Organisations- und Kommunikationsfähigkeit gefördert.
- Internationalität: Das Studium fördert die interkulturelle Kompetenz in einer sich zunehmend globalisierenden Wirtschaft und einer in diesem Zusammenhang immer stärker werdenden Vernetzung unterschiedlichster Kulturen sowie Wirtschaftsordnungen und -räume. Grundlegendes Element des Studiums ist immer das Erlernen beziehungsweise die Vertiefung in eine oder mehrere Sprachen.
- Wirtschaftskompetenz: Durch das weit gefächerte Grundlagenstudium der Wirtschaftswissenschaften werden Studierende für wirtschaftliche Fragestellungen sensibilisiert. Sie erlangen Wissen, mit dem sie im Stande sind entsprechende Probleme zu erkennen und zu lösen. Eine weitere Qualifikation ist in dem Erwerb der sprachlichen Zusatzqualifikationen zu sehen, die genau auf den Wirtschaftssektor zugeschnitten sind.

## Studiengänge Kulturwirt / Kulturwirtschaft
Der Studiengang Kulturwirt in der beschriebenen Form kann in Deutschland an folgenden Universitäten studiert werden: 
- Kulturwirt (Universität Duisburg-Essen) – Bachelor of Arts, Master of Arts
- Kultur und Wirtschaft (Universität Mannheim) – Bachelor of Arts, Master of Arts
- Kulturwirtschaft / International Cultural and Business Studies (Universität Passau) – Bachelor of Arts, Master of Arts
- Moderne Fremdsprachen, Kulturen und Wirtschaft (Justus-Liebig-Universität Gießen) – Bachelor of Arts, Master of Arts
- Languages and Business Administration (Westsächsische Hochschule Zwickau) – Bachelor of Arts
- Wirtschaftsromanistik bzw. English and American Culture and Business Studies (Universität Kassel) – Bachelor of Arts